# Coinmate
Coinmate je česká kryptoměnová burza založená v roce 2014 Romanem Valihrachem a Danielem Hruškou. Platforma umožňuje nákup, prodej a směnu kryptoměn, jako jsou Bitcoin, Ethereum, Litecoin, Cardano a další. Coinmate je považována za jednu z prvních kryptoměnových burz působících v České republice a v regionu střední Evropy. Sídlo má v Praze, nicméně založena byla v Anglii.

## Historie
Coinmate byla spuštěna v roce 2014 s cílem nabídnout bezpečný a uživatelsky přívětivý způsob obchodování s kryptoměnami v evropském prostředí.
V roce 2024 navázala Coinmate spolupráci se sázkovou kanceláří Tipsport, v jejímž rámci byla spuštěna služba nákupu a prodeje kryptoměn prostřednictvím elektronické peněženky Pluso. Takto lze obchodovat šest kryptoměn, včetně bitcoinu, etherea a litecoinu. Služba je dostupná klientům Tipsportu a jeho dceřiné společnosti Chance v České republice.
V roce 2024 zaznamenala burza čtyřnásobný meziroční nárůst objemu obchodů, na částku 24 miliard korun  a 120 000 klientů 

## Služby
Coinmate umožňuje obchodování s několika desítkami kryptoměn. V roce 2024 rozšířila nabídku o dalších 19 kryptoměn, mezi nimiž jsou například Avalanche (AVAX), Tron (TRX) a Polkadot (DOT). Burza umožňuje SEPA platby a platby přes bitccoinový Lightning Network.